# Stefan Kneer
Stefan Kneer, né le 19 décembre 1985 à Bühl, est un handballeur international allemand évoluant au poste de arrière.

## Palmarès
- Vainqueur du Championnat d'Allemagne en 2016
- 7e place au Championnat du monde 2015